# Scotoecus
Scotoecus là một chi động vật có vú trong họ Dơi muỗi, bộ Dơi. Chi này được Thomas miêu tả năm 1901. Loài điển hình của chi này là Scotophilus albofuscus Thomas, 1890.

## Các loài
Chi này gồm các loài: